# Fulmer
Fulmer – wieś w Anglii, w hrabstwie Buckinghamshire, w dystrykcie (unitary authority) Buckinghamshire. Leży 31 km na zachód od centrum Londynu. W 2001 miejscowość liczyła 501 mieszkańców.